# Anders Kyander
Anders Kyander, Andreas Georgii Kyander (Anders Göransson Kyander), död 1693, var en svensk/finländsk präst, riksdagsman och författare.

## Bakgrund, utbildning och regementstjänst
Anders Kyanders far Georgius Andreae Kyander (död 1659) var kyrkoherde i Kristina och hans mor Agneta Olofsdotter Iivanainen (1608–1698) kom från en gammal släkt väl etablerad i Viborgstrakten. I likhet med sin bror Johan studerade Anders Kyander vid universitetet i Dorpat, grundat under svenskt styre 1632. Han påbörjade studierna 21 juni 1650 och var respondent på en magistersavhandling 1654.  Från studieåren finns såväl magistersavhandlingen som flera tillfällesdikter på latin och svenska bevarade, de senare publicerade digitalt tillsammans med annan tillfällesdiktning av universitetet i Dorpat.
Därefter blev Anders Kyander regementspastor vid Västra Viborgs infanteriregemente under överste Casper Koskull 1655 och vid Viborgs läns kavalleriregemente under generalmajor Erik Kruse 1656. Med dessa regementen torde han ha deltagit i Karl X Gustavs polska krig 1655 och med största säkerhet i Kruses försvarståg längs Ladogas stränder under Karl X Gustavs ryska krig 1656. Att vara fältpräst under krig var mycket meriterande och han kunde därmed komma ifråga för kyrkoherdetjänsten i Rantasalmi i Södra Savolax.

## Kyrkoherde i Rantasalmi

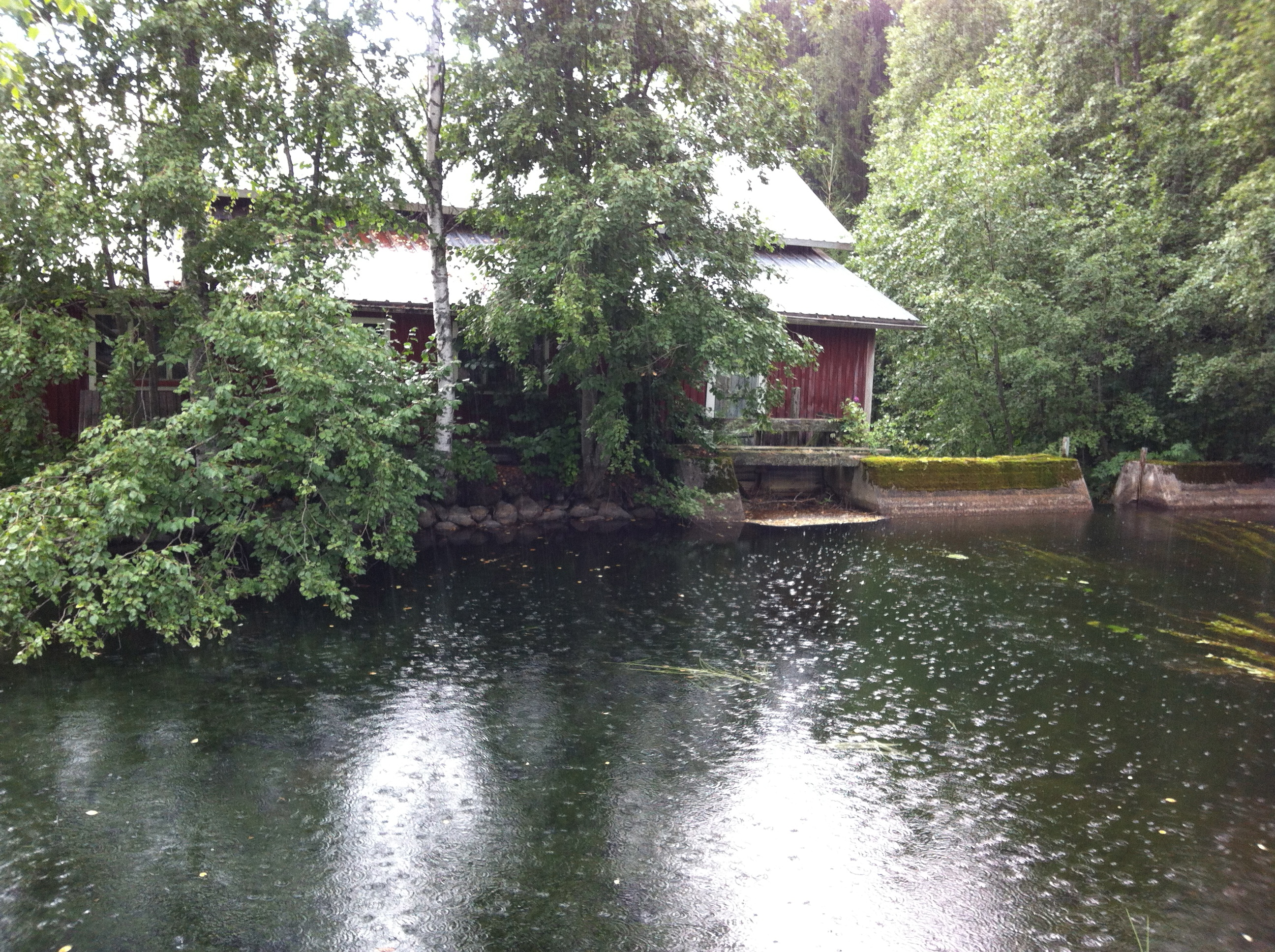
Kolkonpää kvarn vid Kolkonjärvis norra ände i Kolkontaipale, Finland.
Byggd ursprungligen före 1690, då den köptes av Anders Kyander från ryttmästare Erik Sölverarm.
Kvarnen är fortfarande fullt fungerande och i bruk, även om den numera vanligtvis drivs med elektricitet.

Anders Kyander blev kyrkoherde i Rantasalmi 1659. Inledningen blev svår, då församlingen tillsammans med företrädaren Anders Matsson redan före hans tillträde skrev till biskopen i Viborg för att få behålla Matsson i tjänsten hans levnad ut. Resultatet blev att den sjuklige Matsson formellt blev kvar de år han ännu hade att leva, trots att sysslan i praktiken sköttes av Kyander. Även under senare år var församlingen besvärlig att hantera, med hätska strider om kyrkbänksplaceringar och ovilja att betala kyrkoherden för hans arbete.
Dessa inledande svårigheter till trots tycks Anders Kyander ha tagit sig an sina nya uppgifter med påfallande energi. En ny kyrka byggdes, och församlingen växte stadigt. Lika driftig var Anders Kyander i de egna affärerna. Han köpte flera gårdar och rusthåll, bland dem Kolkonpää (senare Kolkonhovi) rusthåll och omfattande jordegendomar främst längs Kolkonjärvis strand. 1690 förvärvade han av ryttmästaren Erik Sölfverarm en stor kvarn vid den norra änden av sjön, vilken ännu är bevarad.
Anders Kyander byggde upp tillgångar som skulle bilda den materiella stommen för efterföljande släktled, som ända fram till 1800-talets slut hade framträdande roller bland regionens jordägare och herrskapsfamiljer. Inte minst hans son länsprosten Johan Kyander fortsatte i faderns spår och förvärvade ytterligare herrgårdar och jordegendomar.
Anders Kyander representerade prästeståndet vid riksdagen i Stockholm 1672 och utnämndes till prost 1679.

## Litterär verksamhet
Från Anders Kyanders universitetsår i Dorpat finns en handfull tillfällesdikter på huvudsakligen latin bevarade. Den vackraste och mest ambitiösa är förmodligen det "Epicedium" (begravningsode) han skrev 1652 till den avlidne studiekamraten Samuel Mattson Tolja från Viborg.
Därtill publicerade Anders Kyander flera predikotexter och kortare dikter till särskilt begravningspublikationer. Bland dem kan nämnas:
- "Sorge-tankar öfwer the : högtbedröfwelige och oförmodeliga tijdender, om herr Carol Gustafs wår allernådigaste konungz ... dödelige hädanfärd..." (Åbo 1660);

- "Hans höggrefl. excell:zies Rijks Drotzens wälbetrodde befalningsman öfwer Brahelinna och des lähn... Her Hans Bomgårdh... (begravningspredikan utan tryckort, 1660);

- "Een kårt och eenfaldigh : predikan om alla trogna Gudz barns eviga uthkårelse och nådewahl..." (predikan vid prästmötet i Viborgs domkyrka 1662, tryckt i Åbo 1663).

- "Menniskiones älendighetz betrachtande..." (begravningsdikt över proviantmästaren i Viborg Jacob Matsson Österman, utgiven samman med predikan av Samuel Reuter, tryckt i Åbo 1664).

## Familj
Anders Kyander var gift två gånger, första gången med Emerentia Klöfverskjöld (död före 1680), dotter till kommendanten på Viborgs fästning Aron Klöfverskjöld (adliga ätten nr 579) och Anna Rothovius (dotter till biskopen i Åbo Isak Rothovius); andra gången med Helena Rundeel (1657, levde ännu 1693), dotter till kommendanten på Nyslott Anders Rundeel (adliga ätten nr 632) och Magdalena Härkä.
I äktenskapet med Emerentia Klöfverskjöld föddes:
- Aron, död 1694; student i Viborg 1686, kaplan i  Rantasalmi 1691.[16]
- Agneta, död före 1720, gift med kyrkoherden i Sulkajärvi Anders Molander.[17]
- Anna (1666–1734), gift med regementspastorn Erik Fabrelius.[18]
- Helena, levde ännu 1726, gift 1) med kaplanen i Rantasalmi Israel Villander [19] och 2) löjtnant Karl Gustaf Svärdfelt (1666–1710).[17]

I äktenskapet med Helena Rundeel föddes:
- Kristina, levde ännu 1724, gift med kaplanen i Rantasalmi Jakob Hallitius.[20]
- Anders, dog omkring 1713 under Stora ofreden, student i Åbo 1698, kaplan i Elimä 1709–1712.[21]
- Maria Elisabet, (1684–1753), gift med kyrkoherden i Kides Henrik Winter.[22]
- Karl Göran Kyander
- Johan Kyander[23]